# Thamnolaea cinnamomeiventris
Thamnolaea cinnamomeiventris là một loài chim trong họ Muscicapidae.